# Dawid Kubacki
Dawid Grzegorz Kubacki (Nowy Targ, 1990. március 12. –) lengyel síugró, jelenleg a TS Wisła Zakopane versenyzője. A lengyel válogatott tagja, részt vett a 2014-es és a 2018-as téli olimpiai játékokon. 2019-ben világbajnoki címet szerzett a normál sáncos versenyben, a Négysánc-verseny 2019-20-as évadát megnyerte. Ezeken kívül 2017-ben világbajnoki arany, 2013-ban pedig bronzérmet szerzett a nagysáncos csapat tagjaként.

## Pályafutása

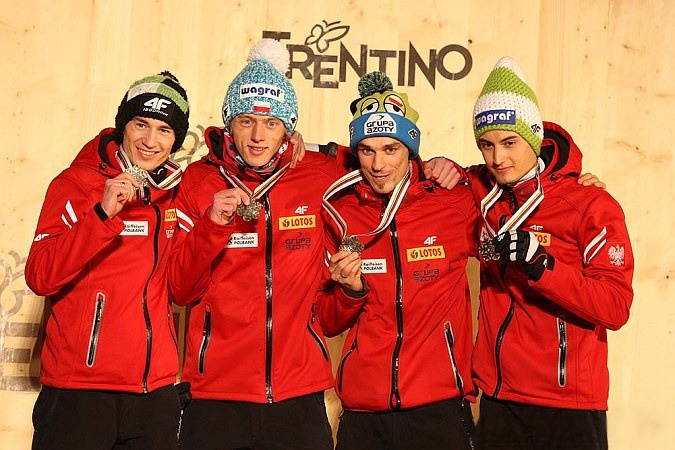
A bronzérmes csapat tagjaként a 2013-as világbajnokságon (Stoch, Kubacki, Żyła és Kot).

2009. január 19-én Zakopanéban debütált a síugró világkupában, ahol a 49. helyen végzett.
A 2013-as világbajnokságon tagja volt a bronzérmet szerző csapatnak.
Első nagyobb sikereit a 2016/17-es szezonban érte el, a lengyel csapattal (Żyła, Stoch, Kubacki, Kot) megszerezték Lengyelország első csapat-győzelmét a világkupák történetében. Ugyanebben a szezonban a világbajnokságon is sikerült az aranyérmet megszereznie a csapattal.
A 2017-es nyári Grand Prix sorozatban a 9 versenyből 5 megnyerésével biztosította összetettbeli elsőségét, egyéni karrierje ekkor kezdett felívelni. A következő téli szezonban sikerült megszereznie pályafutásának első világkupa-dobogóját Oberstdorfban, majd csapattársaival együtt megszerezték Lengyelország első sírepülő-világkupa dobogóját. A 2018-as téli olimpián bronzérmet szerzett a lengyel csapattal.
A 2018/19-es szezon meghozta számára az első világkupa-győzelmet, majd a világbajnokságon Seefeldben a normálsáncos versenyben a 27. helyről nyerte meg a versenyt (ezen a versenyen kettős lengyel győzelem született, Kamil Stoch a 18. helyről javított ezüstéremre).
Az igazi áttörést a 2019/20-as szezonban érte el, a négysánc-versenyen végig magabiztos teljesítménnyel, majd az utolsó, bischofshofeni állomást megnyerve ő lett a versenysorozat győztese. Az ezután következő két titisee-neustadti versenyt is megnyerte, és egy ideig az összetett világkupában dobogós helyezése volt. A szezon végül a koronavírus-járvány miatt idő előtt véget ért, Kubacki összetettben a 4. helyet szerezte meg.
Karriercsúcsát a szlovén Planicában ugrotta, 2018. március 25-én 236,5 métert.

## Magánélete
2019. május 1-jén vette feleségül Marta Majchert.

## Világkupa eredményei

### Szezon végi helyezései
| Szezon  | Összetett | Sírepülés | Négysánc | Willingen Five | Raw Air | Planica 7 | Titisee-Neustadt Five |
| ------- | --------- | --------- | -------- | -------------- | ------- | --------- | --------------------- |
| 2007/08 | –         | –         | –        |                |         |           |                       |
| 2008/19 | –         | –         | –        |                |         |           |                       |
| 2009/10 | –         | –         | –        |                |         |           |                       |
| 2010/11 | –         | –         | 43.      |                |         |           |                       |
| 2011/12 | –         | –         | 63.      |                |         |           |                       |
| 2012/13 | 36.       | 42.       | 31.      |                |         |           |                       |
| 2013/14 | 49.       | –         | 55.      |                |         |           |                       |
| 2014/15 | 53.       | –         | 36.      |                |         |           |                       |
| 2015/16 | 29.       | 25.       | 35.      |                |         |           |                       |
| 2016/17 | 19.       | 18.       | 15.      |                | 18.     |           |                       |
| 2017/18 | 9.        | 16.       | 6.       | 6.             | 8.      | 16.       |                       |
| 2018/19 | 5.        | 5.        | 4.       | 5.             | 7.      | 7.        |                       |
| 2019/20 | 4.        | 12.       | 1.       | 14.            | 16.     |           | 2.                    |

### Győzelmei
| #  | Szezon  | Dátum            | Helyszín         | Sánc                              |
| -- | ------- | ---------------- | ---------------- | --------------------------------- |
| 1. | 2018/19 | 2019. január 13. | Val di Fiemme    | Trampolino Giuseppe Dal Ben HS135 |
| 2. | 2019/20 | 2020. január 6.  | Bischofshofen    | Paul-Ausserleitner-Schanze HS142  |
| 3. | 2019/20 | 2020. január 18. | Titisee-Neustadt | Hochfirstschanze HS142            |
| 4. | 2019/20 | 2020. január 19. | Titisee-Neustadt | Hochfirstschanze HS142            |